# ネパール共産党統一マルクス・レーニン主義派
ネパール共産党統一マルクス・レーニン主義派（ネパールきょうさんとうとういつマルクス・レーニンしゅぎは 英語：Communist Party of Nepal Unified Marxist-Leninist、ネパール語：नेपाल कम्युनिष्ट पार्टी एकिकृत मार्क्सवादी-लेनवादी、ラテン文字転写：Nepal Kamyunist Party Ekikrit Marksbadi-Leninbadi）は、ネパールの政党。
比較的穏健な共産主義政党。ネパール制憲議会の議席数は第1党であるが、過半数を取る政党がなく、キャスティング・ボートを握ることもあり、有力な存在である。

## 概要

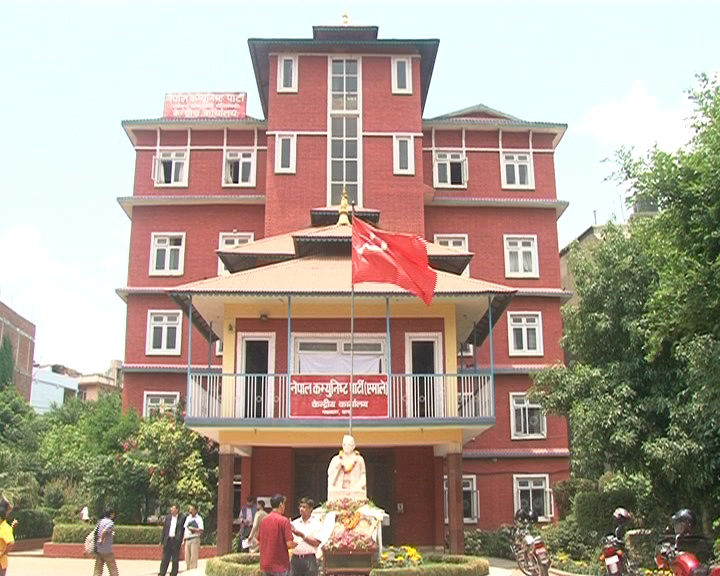
党本部

日本では統一共産党と略称されることが多いが、日本外務省のホームページでは「共産党UML」と表記しており、そのほかに「統一共産党」（おそらくユナイテッド派かユニファイド派のいずれか）があるとしている。なお英語略称はUML、ネパール語略称はエマレである。
現党首はK.P.シャルマ・オリ（2018年より首相）。このほか元書記長のマーダブ・クマール・ネパールが2009年5月から2011年2月、元議長のジャラ・ナート・カナールが2011年1月から8月の間、首相を務めている。
2008年8月15日の制憲議会での首班指名ではキャスティングボートを握り、プラチャンダ政権を誕生させ、連立与党になった。8月31日、副首相・バム・デーブ・ガウタムを含む6人の閣僚が就任した。しかし、プラチャンダ首相が国軍参謀総長を解任したのに反発し、2009年5月4日、連立を離脱し、翌日、プラチャンダは辞任に追い込まれた。
2009年5月23日、ネパール制憲議会において、元書記長マーダブ・クマール・ネパールが22党の支持により、第57代首相に無投票で選出された。統一毛派など3党は投票をボイコットした。
なおネパールには共産党系の政党が多く、"ネパール共産党連合派"・ネパール共産党統一派"・"ネパール共産党マルクス・レーニン主義派"など紛らわしい別の党派も存在するので注意を要する。

## 歴史

### 結党
1991年、ネパール共産党マルクス主義派とネパール共産党マルクス・レーニン主義派が合同して結成。ジャナ・アンドラン国民運動の一つの成果と言われている。2002年にネパール左派共産党が合流。
1993年党大会が開かれ、議長にマン・モハン・アディカリ（旧マルクス主義派）、書記長にマダン・クマール・バンダリー（旧マルクス・レーニン主義派）が就任する。ところが、まもなく、バンダリは謎の交通事故（殺人を疑われている）で死亡する。後任の書記長にはマーダブ・クマール・ネパール（旧マルクス・レーニン主義派）が就任し、アディカリを支えた。

### アディカリ政権
1994年に立憲君主制下で与党としてマン・モハン・アディカリ内閣を組織し、王室と共産党政権の共存を果たした。しかし議会内で少数与党だったので、ネパール会議派と国民民主党により内閣不信任案が可決され、短期で政権が崩壊した。

### 分裂と再統合
1998年、統一共産党はインドとの条約をめぐって分裂し、サハーナ・プラダンを党首とし、バム・デーブ・ガウタムを書記長として「ネパール共産党マルクス・レーニン主義派」（第2期）が結成された。この党は短期間、G.P.コイララ率いるネパール会議派政権に参加した。
しかし、両党は総選挙に大敗し、2002年、マルクス・レーニン主義派と統一共産党は再統合した。
2005年には統一共産党はギャネンドラ国王の独裁に抵抗する7党連合に参加し、7党連合および毛沢東派とともに2006年の民主化運動（ロクタントラ・アンドラン）を指導した。これにより、国王の実権は奪われ、武装闘争を行っていた毛派と議会7党による政治が実現し、毛派の武装闘争も収束した。

### ネパール制憲議会の成立
2008年4月10日の制憲議会選挙でマオイストとの選挙協力を断ると、書記長のネパールが落選するなど惨敗を喫し、第3党に転落した。第1党は大方の予想に反してプラチャンダ率いる毛沢東主義派が制したが、過半数は得られず、第2党にはネパール会議派が占めた。統一共産党書記長ネパールは辞任し、暫定的にアムリト・クマール・ボハラが書記長を務めた後、ジャラ・ナート・カナールが書記長に就任した。
5月28日、制憲議会が招集され、初日の会議で統一共産党を含む圧倒的多数により共和制を宣言し、正式に240年間続いた王制に終止符を打った。これにより、ギャネンドラ国王は退位した。

### 初代大統領の選出
統一共産党はネパール前書記長を一時、初代の大統領に推していたが、連立を模索していた毛派がこれを認めず、沙汰止みとなった。これを、統一共産党は「裏切り」と捉え、マデシ人権フォーラムとともにネパール会議派の推す大統領候補ラーム・バラン・ヤーダブを支持した。その結果、ヤーダブは当選した。また副大統領にも統一共産党が支持したマデシ人権フォーラムのパラマーナンダ・ジャーが当選、そして、制憲議会議長には統一共産党中央委員で元立法議会議長のスバス・ネムワンが選出された。統一共産党は議会内でキャスティングボートを握ったのである。

### プラチャンダ政権への参加
政治の実権を握る首相の選出についてはヤーダブ大統領が第一党毛沢東派のプラチャンダ議長に「政党の合意による政権」を作るよう期限付きで要請したが、期限までに政党間の合意が成立せず、制憲議会での投票で決めることとなった。議会第一党の毛派と第二党ネパール会議派が対立する中、統一共産党はキャスティング・ボートを利用し、毛派・統一共産党・マデシ人権フォーラムなどで政権をとることで合意、2008年8月25日、制憲議会でプラチャンダ政権を誕生させた。閣僚には次の6人が挙げられた。
- 内務大臣：バム・デーブ・ガウタム
- 水資源大臣：ヴィシュヌ・ポウデル
- 地域開発大臣：ラーム・チャンドラ・ジャー
- 工業大臣：アスタラクシュミ・シャキャ
- 森林大臣：キラン・グルン
- 青年・スポーツ大臣:ゴパル・シャキャ[3]

しかし、8月23日、突然、統一共産党は、内閣No.2のポストをプラチャンダに要求して6閣僚の就任を保留した。結局プラチャンダは譲歩し、No.2ポストを毛派のバーブラーム・バッタライ財務相から、バム・デーブ・ガウタム内相に変更し、ガウタムを内相兼副首相に指名した。統一共産党は政権に復帰し、6大臣は8月31日正式に就任した。統一共産党のキャスティング・ボートの力学に毛派が屈した形となった。

### 党第8回総会
2009年2月16日からブトワルで第8回党総会が開催された。この総会では空席となっていた議長を選出するということで注目を集めた。議長には書記長のジャラ・ナート・カナール、前書記長のマーダブ・クマール・ネパール、有力幹部のK.P.シャルマ・オリが立候補を表明したが、ネパールはオリ支持に回り、カナールとオリの一騎討ちとなった。選挙の結果、2月24日、カナルの当選が明らかになった。反マオイストのオリが敗れたことにより、毛派との連立政権は当面維持される模様となった。
なお、新たな書記長にはイーシュワル・ポクレル、副議長にはアショク・ライ、バムデヴ・ガウタム、ビディヤ・デビー・バンダリーが選出された。

### 連立離脱とプラチャンダ政権の崩壊
2009年5月3日、プラチャンダ首相が一方的に国軍制服組のトップ・ルークマングド・カトワル陸軍参謀総長を解任したことに反発して、統一共産党は連立を離脱した。同日、友愛党も連立を離脱し、正式決定はしなかったもののマデシ人権フォーラムも大勢が連立離脱の方向を示した。
過半数を持たない第一党統一毛派は議会内で孤立し、5月4日、プラチャンダ首相は辞任に追い込まれた。

### ネパール政権の成立
5月23日、統一共産党、ネパール会議派、マデシ人権フォーラムなど22党の支持により元書記長・マーダブ・クマール・ネパールが後継首相に選出された。統一共産党出身の首相はマン・モハン・アディカリ以来2人目である。これにより第一党・統一毛派は野党に転じた。副首相にはマデシ人権フォーラムのビジャヤ・クマール・ガッチャダール、外相にはネパール会議派のスジャータ・コイララ、国防相には統一共産党のビディヤ・デビー・バンダリーが就任している。

### 2度のオリ政権
2015年10月11日、制憲議会における首相選挙でK.P.シャルマ・オリが前職のスシル・コイララを破り、翌12日に首相に就任し、同じ統一共産党のビドヤ・デビ・バンダリも大統領に就任したが、2016年7月24日、オリは議会で首相不信任決議案が採択される前に首相を辞任する意向を表明した。8月3日、統一毛派のプラチャンダが首相に再任し統一共産党は政権を明け渡した。2017年ネパール総選挙では第1党となり、2018年2月15日に党首のオリが2度目の首相へ就任した。
2018年5月17日、統一共産党は統一毛沢東主義派と統一し、新たにネパール共産党を結成した。しかし2021年3月7日、最高裁判所はネパール共産党に対して、同名の政党（ネパール共産党 (2013年)、リシ・カテル議長）がすでに選挙管理委員会に登録されていることを理由に2018年の統合を無効化した。このため統合前の状況に戻り、統一共産党が統一毛沢東主義派と共に復活することとなった。